# 1918 في فلسطين الانتدابية
تعرض الصفحة أحداث عام 1918 في فلسطين الخاضعة للإدارة البريطانية (الجزء الخاضع للسيطرة البريطانية من إدارة أراضي العدو المحتلة).

## الأحداث
- 4 أبريل - صدور العدد الأول من صحيفة "هآرتس" اليومية الصادرة باللغة العبرية برعاية الحكومة العسكرية البريطانية في فلسطين.[1]
- 14 أبريل - وصول اللجنة الصهيونية إلى فلسطين.
- 8 مايو - اجتماع أول جمعية إسلامية مسيحية في يافا.
- يونيو - اللقاء الأول بين الزعيم الصهيوني حاييم وايزمان ونجل شريف مكة الهاشمي الأمير فيصل الذي قاد القوات العربية في الثورة العربية ضد الدولة العثمانية خلال الحرب العالمية الأولى، والتي جرت في مقر فيصل بالعقبة. كانت محاولة لإقامة علاقات مواتية بين العرب واليهود في الشرق الأوسط.
- 24 يوليو - وضع الحجر الأساس للجامعة العبرية في القدس.
- 19 سبتمبر - 1 أكتوبر 1918 - حملة سيناء وفلسطين: معركة مجدو.
- 23 سبتمبر - حملة سيناء وفلسطين: إتمام الاحتلال البريطاني لحيفا.
- 30 أكتوبر - حملة سيناء وفلسطين: انتهت الحملة البريطانية على فلسطين رسميًا بتوقيع هدنة مودروس، وبعد ذلك بوقت قصير، تم حلّ سقوط الدولة العثمانية.

## ولادات بارزة
- 4 يناير - يوسي هاريل، ضابط المخابرات العسكرية الإسرائيلية، وعضو الهاجاناه قبل قيام الدولة، وقائد العديد من سفن المهاجرين اليهود غير الشرعيين نحو فلسطين الانتدابية، بما في ذلك سفينة إكسدس (توفي عام 2008).
- 30 يناير - مئير ميفار، سياسي ورجل أعمال إسرائيلي، قائد الهاجاناه أثناء حرب التطهير العرقي لفلسطين (توفي عام 2000).
- 10 أكتوبر - إيغال آلون، سياسي إسرائيلي، وقائد البلماح، ولواء في الجيش الإسرائيلي (توفي عام 1980).
- التاريخ غير معروف - يغئال هورفيتس، سياسي إسرائيلي (توفي عام 1994).